# Daisy (Georgia)
Daisy – miasto w Stanach Zjednoczonych, w stanie Georgia, w hrabstwie Evans.